# Бабинець Йосип Михайлович
Йосип Михайлович Бабинець (8 лютого 1934, Зарічово, Підкарпатська Русь, Чехословаччина — 11 серпня 2019, Ужгород, Закарпатська область, Україна) — український живописець, заслужений художник України (2018), член Спілки художників України (з 1985 року).

## Біографія
Народився 8 лютого 1934 року в селі Зарічовому (тепер Перечинського району Закарпатської області). Закінчив сім класів сільської школи. У 1948 році поступив в Ужгородське училище прикладного мистецтва на відділення художнього розпису. Після його успішного закінчення 1953 році навчався в Київському хореографічному училищі.
З 1955 по 1958 рік служив в лавах Радянської армії. Після демобілізації був прийнятий на роботу в танцювальну групу Закарпатського заслуженого народного хору.
З 1961 по 1967 рік навчався на заочному відділенні факультету історії і теорії образотворчого мистецтва Ленінградського інституту живопису, скульптури і архітектури імені І. Рєпіна (викладач з фаху — Плотніков В. І.). У зв'язку з навчанням був переведений на роботу художником-плакатистом Закарпатської облфілармонії. Після філармонії працював художником-оформлювачем в різних організаціях Ужгорода, одночасно брав активну участь у творчому житті Закарпатської організації спілки художників і почав брати участь живописними творами на обласних, а згодом і республіканських виставках. Його вчителями за фахом були закарпатські художники Й. Бокшай, А. Ерделі, Ф. Манайло, А. Коцка.
Працюючи художником-оформлювачем в художньо-виробничому комбінаті художфонду УРСР у 1976–1978 роках працював відповідальним секретарем Закарпатської організації спілки художників, у 1982–1985 роках був головним художником, а у 1986–1987 роках директором цього комбінату.
У 2008 році став лауреатом премії імені Йосипа Бокшая та Адальберта Ерделі за твір «Мальовнича осінь». 2018 року отримав почесне звання «Заслужений художник України».
Помер в Ужгороді 11 серпня 2019 року.

## Основні твори
- «Долина річки Уж» (1960);
- «Вид на Чорногірья» (1973);
- «Зима. Міський мотив» (1976);
- «Музей-гребля на Чорній річці» (1978);
- «Осінні Карпати» (1980);
- «Село Стригальня» (1990);
- «Після сінокосу» (1991);
- «Під Невицьким замком» (1992);
- «Останній сніг» (1993);
- «Мальовнича осінь» (1995,;
- «Зима. Гортобадь» (1997);
- «Натюрморт з яблуками» (1999);
- «Блакитний день»;
- «Зимова тиша» (2000).[1]

## Виставки
Учасник художніх виставок: обласних — з 1970 року, всеукраїнських та закордонних — з 1979 року. Брав участь у міжнародних пленерах. Персональні виставки:
- 1993 — Дебрецен;
- 1994 — Ужгород;
- 1996 — Гортобадь;
- 1998 — Тренчин;
- 1999 — Мукачево, Дебрецен і Ніредьгаза.